# Вендлинг, Иоганн Баптист
Иога́нн Бапти́ст Ве́ндлинг (нем. Johann Baptist Wendling; 17 июня 1723[…], Рибовилле — 27 ноября 1797[…], Мюнхен) — немецкий флейтист и композитор. Муж певицы Доротеи Вендлинг.

## Биография
С 1747 по 1750 год служил флейтистом при дворе в Цвайбрюккене, где преподавал флейту герцогу Кристиану IV. В 1749 году Вендлинг дал сольный концерт в Берлине для короля Пруссии Фридриха II Великого, который высоко оценил его игру.
С 1751 (или с 1752) года Вендлинг — флейтист придворного оркестра в Мангейме. Здесь он познакомился с Моцартом. Они стали хорошими друзьями. Игра Вендлинга побудила Моцарта сочинять для флейты. Именно Вендлинг, который часто гастролировал по Европе, в 1778 году нашёл для Моцарта заказ голландского врача и любителя-флейтиста Фердинанда Дежана (1731—1797) на написание концертов и квартетов для флейты. Возможно, эти произведения были созданы в расчете на их исполнение Вендлингом. Для жены Вендлинга была написана партия Илии в опере Моцарта «Идоменей, царь Критский», включая арию «Se il padre perdei» с развёрнутым аккомпанементом флейты и других деревянных духовых. С 1778 года Вендлинг служил в придворном оркестре в Мюнхене. В то же время был преемником Кванца при дворе Фридриха II.
Кристиан Фридрих Даниель Шубарт в трактате «Эстетика музыкального искусство» высоко оценивал звук Вендлинга и выразительностью его исполнения, говоря о «полнозвучном и решительном тоне на верхах и на низах» (нем. die Töne in der Tiefe und Höhe gleich voll und einschneidend) и о том, что его собственные сочинения полностью соответствуют природе его инструмента (нем. passen der Natur seines Instrumentes genau an).
Моцарт выделял Вендлинга среди всех флейтистов, отмечая, что:

Слушая его игру, вы можете не опасаться, что нота, которую он собирается исполнить, прозвучит слишком низко или слишком высоко… его сердце находится на своём месте, так же, как его уши и его язык… и он не думает, что его работа заключается только в дутье и движении пальцами; к тому же он знает, что означает Адажио.

Вендлинг был не только флейтистом, но и композитором, типичным представителем мангеймской школы. Он написал несколько сонат для флейты и двух флейт в сопровождении бассо континуо, для двух флейт без аккомпанемента, концерты и другие произведения. Его музыка издавалась не только в Германии, но и во Франции, Голландии, Англии.
Вендлинг неодобрительно относился к увеличению количества клапанов на флейте. Он старался убедить своих учеников не использовать инструменты с восемью клапанами, которые уже стали доступны в то время.